# Andreas Kerschbaum

Andreas Kerschbaum

Andreas Kerschbaum (* 5. März 1874 in Borbath; † 21. April 1933 in Nürnberg) war ein deutscher Landwirt und Politiker (DDP; DBP).

## Leben und Wirken
Kerschbaum entstammte einer protestantischen Familie aus Mittelfranken. Nach dem Besuch der Volksschule wurde er zum Landwirt ausgebildet. Von 1894 bis 1896 war er beim Militär. Danach nahm er seine Tätigkeit als Landwirt in seiner fränkischen Heimat wieder auf.
1912 wurde Kerschbaum als Kandidat des Deutschen Bauernbundes mit Unterstützung der Nationalliberalen Partei im Wahlkreis Mittelfranken 6 (Rothenburg ob der Tauber) in den Reichstag gewählt, dem er zunächst bis 1918 angehörte. Seinen Wahlsieg hatte er insbesondere auch der Unterstützung durch die SPD zu verdanken, die ihren Anhängern bei der zweiten, als Stichwahl organisierten Wahlrunde empfahl für Kerschbaum zu stimmen, um den Sieg eines „schwarz-blauen“ Kandidaten zu verhindern. Daneben gehörte Kerschbaum auch dem Gemeinderat seiner Heimat und dem landwirtschaftlichen Bezirksausschuss sowie den Vorständen verschiedener landwirtschaftlicher Genossenschaften und dem Bauernbund an. Von August 1914 bis Weihnachten 1917 nahm er als Vizefeldwebel des Landsturms am Ersten Weltkrieg teil. Während des Krieges erwarb Kerschbaum unter anderem das Bayerische Militärverdienstkreuz 2. Klasse.
Nach dem Ende des Krieges und dem Sturz der Monarchie in Deutschland wurde Kerschbaum im Februar 1919, nun Mitglied der Deutschen Demokratischen Partei, für den Wahlkreis 26 (Ober-, Mittel- und Unterfranken) in die Weimarer Nationalversammlung gewählt. Im Anschluss an seine Tätigkeit in der Nationalversammlung gehörte er von 1920 bis zum Mai 1924 dem ersten Reichstag der Weimarer Republik an. In diesem vertrat er den Wahlkreis 26 (Franken). Nachdem Kerschbaum bei den Wahlen vom Mai 1924 mit seiner Kandidatur gescheitert war, gelang es ihm bereits sieben Monate später, im Dezember desselben Jahres als Abgeordneter des Bayerischen Bauern- und Mittelstandsbund ins Parlament zurückzukehren, in dem er nun den Wahlkreis 26 (Franken) vertrat.
Sein Grab befindet sich auf dem Friedhof Emskirchen.